# Gran Premio Città di Misano Adriatico 2006
Il Gran Premio Città di Misano Adriatico 2006, quarta edizione della corsa e valida come evento dell'UCI Europe Tour 2006, si svolse il 16 settembre 2006, per un percorso totale di 199,2 km. Fu vinto dall'italiano Daniele Bennati che giunse al traguardo con il tempo di 4h49'00" alla media di 41,356 km/h.
Partenza con 149 ciclisti, dei quali 86 portarono a termine il percorso.

## Ordine d'arrivo (Top 10)
| Pos. | Corridore          | Squadra     | Tempo    |
| ---- | ------------------ | ----------- | -------- |
| 1    | Daniele Bennati    | Lampre      | 4h49'00" |
| 2    | Enrico Degano      | Barloworld  | s.t.     |
| 3    | Paride Grillo      | Panaria     | s.t.     |
| 4    | Sergio Marinangeli | Naturino    | s.t.     |
| 5    | Jurij Metlušenko   | LPR         | s.t.     |
| 6    | Luca Mazzanti      | Panaria     | s.t.     |
| 7    | Mirco Lorenzetto   | Team Milram | s.t.     |
| 8    | Davide Bragazzi    | Team Endeka | s.t.     |
| 9    | David McPartland   | Tenax       | s.t.     |
| 10   | Marco Marcato      | 3C-Androni  | s.t.     |